# Lycaena phaenicurus
Lycaena phaenicurus är en fjärilsart som beskrevs av Lederer. Lycaena phaenicurus ingår i släktet Lycaena och familjen juvelvingar. Inga underarter finns listade i Catalogue of Life.